# Bison-Motorradfabrik

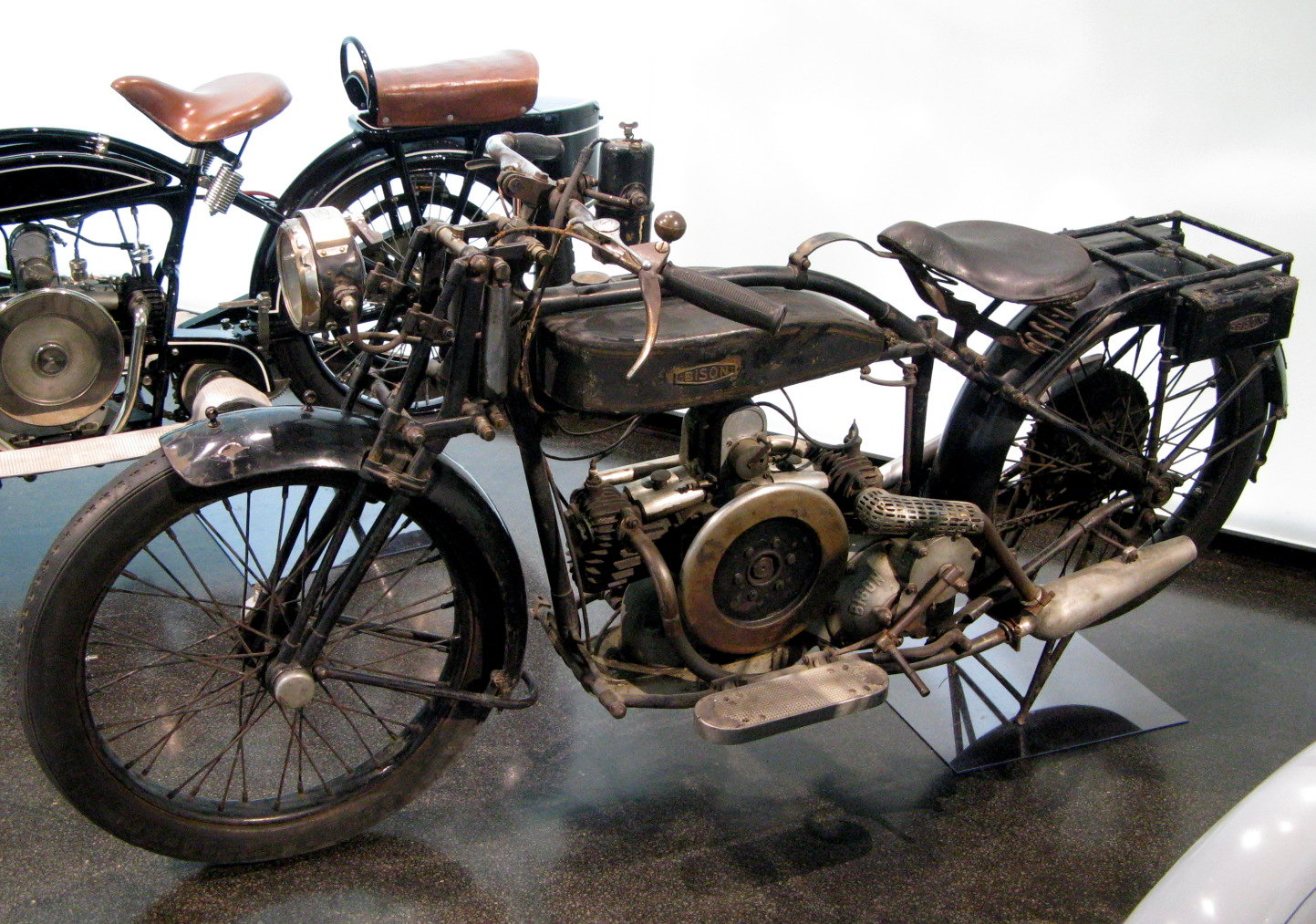
Bison-Motorrad mit BMW-Motor

Die Bison-Motorradfabrik war ein österreichischer Hersteller von Motorrädern, der für kurze Zeit in den frühen 1920er-Jahren aktiv war.

## Geschichte
Gegründet wurde die Gesellschaft 1922 von dem damals 26-jährigen Ingenieur Oskar Hacker in Liesing, damals noch außerhalb Wiens liegend. Bereits im Folgejahr verkaufte Hacker seine Unternehmung an den Eisen- und Metallwarenfabrikanten Wilhelm Lovrek, blieb aber als Prokurist dabei. Das Ende der jungen Gesellschaft zeichnete sich aus heute unbekannten Gründen Ende 1924 ab. Im Januar 1925 fand eine „Ausgleichs-Tagsatzung“ statt, sprich der Termin im Rahmen eines gerichtlichen Insolvenzverfahrens, das zu einer Sanierung des zahlungsunfähigen Unternehmens führen sollte.
Produziert wurden Solo-Sport- und Tourenmaschinen sowie eine zweiseitige Reisemaschine mit 500 und 680 cm³, bei denen Motoren von BMW (M2 B15) und Coventry-Victor zum Einsatz kamen.
Im Motorradmuseum Vorchdorf steht ein Modell des Typs 312/S; nach Museumsangaben das einzig überlebende Modell des Herstellers.
Die zeitlichen Angaben zur Existenz des Unternehmens unterscheiden sich in den Quellen. So gibt Rudolf Santner 1994 den Zeitraum von 1922 bis 1924 an, während Erwin Tragatsch das Zeitfenster 1924 bis 1926 nennt und im Österreichischen Städtebuch zur Stadt Wien 1923 bis 1930 steht.